# Hünenberg (Meinersen)
Hünenberg ist ein Ortsteil der Gemeinde Meinersen (Samtgemeinde Meinersen) im niedersächsischen Landkreis Gifhorn. Bis 1974 war es Bestandteil der Gemeinde Päse.

## Geografie und Verkehrsanbindung
Hünenberg liegt nordwestlich des Kernortes Meinersen.
Durch den Ort führt die K 42, die Hünenberg nach Westen mit Böckelse und Langlingen und nach Süden mit Päse und der B 188 verbindet. Unmittelbar nördlich des Ortes zweigt die K 108 ab, die über Flettmar nach Müden (Aller) führt.